# Chaperiopsis gaussi
Chaperiopsis gaussi är en mossdjursart som först beskrevs av Arnold Girard Kluge 1914.  Chaperiopsis gaussi ingår i släktet Chaperiopsis och familjen Chaperiidae. Inga underarter finns listade i Catalogue of Life.